# Unibet Arena
Unibet Arena (w latach 2001–2022 jako Saku Suurhall) – hala widowiskowo-sportowa w Tallinnie  zbudowana w 2001 roku. 
W 2002 odbył się tu Konkurs Piosenki Eurowizji. 